# Benelli 491
Il Benelli 491 è uno scooter prodotto dalla casa motociclistica italiana Benelli dal 1997 al 2003.

## Storia
Il progetto che ha visto nascere il 491 viene avviato nel 1995 quando la casa di Pesaro, sotto la nuova proprietà Merloni, decise di rilanciarsi inserendosi nella fascia di mercato degli scooter cinquantini sportivi destinati soprattutto al pubblico giovanile.
Dopo meno di due anni nel fine gennaio del 1997 viene presentato alla stampa e le vendite partono ad aprile.
Il 491 diviene immediatamente un successo, sia per il design ispirato alle classiche motociclette sportive del marchio, sia per una massiccia ed irriverente campagna di marketing.
Dotato di un motore Minarelli 50 a due tempi raffreddato ad aria o a liquido (modelli LC) al lancio era disponibile in numerose versioni anche con catalizzatore. I modelli erano GT Aria, GT Aria Kat, Sport Racing LC e Sport Strada LC.
Il telaio è di tipo monotrave sdoppiato, in tubi di acciaio ALS ad alta resistenza, la sospensione anteriore è di tipo a forcella teleidraulica a perno avanzato, con foderi in alluminio e steli da 32 mm, corsa 85 mm. La sospensione posteriore è a motore in funzione di forcellone oscillante con ammortizzatore idraulico, corsa ruota 80 mm.
L’anno successivo vennero introdotte anche le versioni SBK, Sport LC e Racing LC queste ultime con un motore 50 Morini orizzontale raffreddato a liquido e la speciale versione Army con il Minarelli ad aria caratterizzata da verniciatura verde militare opaca.
La gamma 1999 venne arricchita dai modelli RR, RR Kat e RR GP Kat, quest’ultima con livrea sportiva ispirata alla Moto GT.
Nel fine 1999 tutti i modelli adottano il catalizzatore di serie e vengono riomologati Euro 1.
La gamma venne articolata sui modelli base ST, intermedi RR, e le varie versioni speciali derivate dalla meccanica dell’RR.
Nel 2001 viene presentato il 491 Tornado Replica con livrea ispirata alla Benelli Tornado Tre e cruscotto in fibra di carbonio.
Dal 2002 venne commercializzato anche a marchio Renault in alcuni paesi europei tramite un accordo di badge engineering tra i due costruttori. Il modello a marchio francese era denominato Renault Campus LC ed era disponibile solo con motore 50 Morini raffreddato a liquido. Da questo accordo nacque anche la versione speciale 491 RR Replica Renault F1 Team, con una colorazione che riprendeva la livrea Mild Seven della scuderia di Formula 1.
Tutti i motori vennero riomologati Euro 2.
La gamma 2003, ultima proposta, si compone dei modelli ST, RR e Replica raffreddato a liquido, quest’ultima ispirata nei colori alla Tornado Racing impegnata nel Campionato del Mondo Superbike.

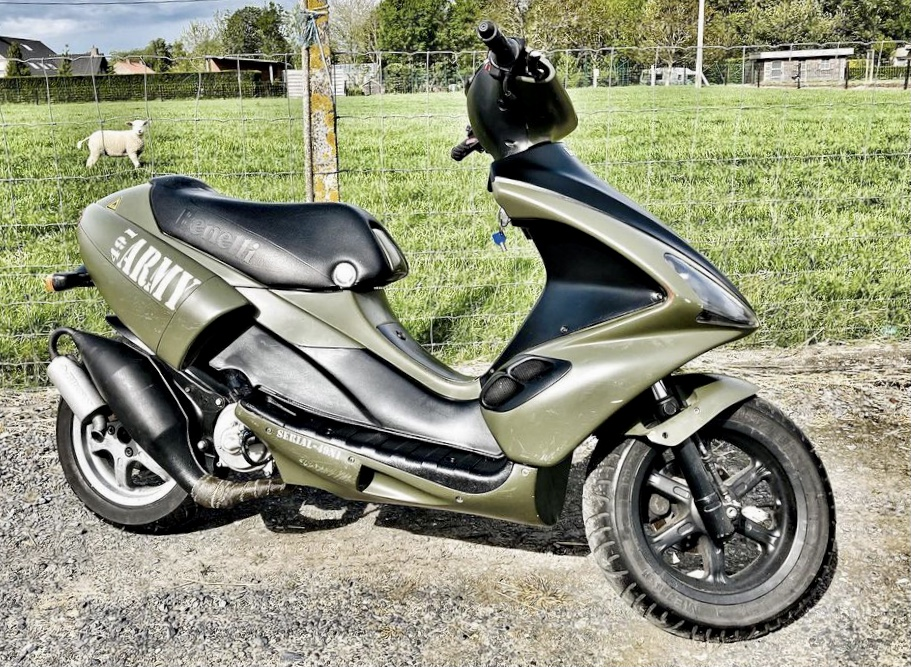
Benelli 491 Army

A marzo 2003 esce di produzione mentre le vendite degli ultimi esemplari terminano alla fine dello stesso anno.
Un erede diretto è stato presentato solo nel 2008, il modello QuattronoveX ma di produzione cinese.

## Vicende giudiziarie
Nel maggio 1996, il 491 venne accompagnato da una controversa campagna pubblicitaria, con quella televisiva che presentava uno spot nelle cui scene erano presenti numerosi cartelli stradali cadenti ed un tram che veniva distrutto al cui termine veniva inquadrato lo scooter con lo slogan "Benelli 491, lo scooter che è riuscito a distruggere un tram".
Il 13 giugno 1997 il consorzio ATR di Forlì-Cesena presenta un esposto per pubblicità ingannevole e ad agosto il messaggio pubblicitario venne sospeso dall’autorità garante della concorrenza.

## Record di velocità
Nel 2017 il Benelli 491 elaborato dalla Malossi, si è aggiudicato sei record di velocità sul lago salato americano di Bonneville raggiungendo una velocità massima di 114.823 km/h sul chilometro lanciato e di 114.737 km/h sul miglio, entrambe risultanti dalla velocità media di due lanci in entrambe le direzioni. I successivi quattro record mondiali conquistati sono stati raggiunti da Mauro Sanchini con una velocità di 133.002 km/h sul chilometro lanciato e 132.668 km/h sul miglio lanciato con l'85 cm³ e rispettivamente 142.088 km/h e 141.914 km/h con lo scooter da 100 cm³ L'impresa vide coinvolti anche altre personalità del panorama motociclistico, cone Jorg Moller e Aldo Drudi.